# Chlorophlaeoba hongkongensis
Chlorophlaeoba hongkongensis is een rechtvleugelig insect uit de familie veldsprinkhanen (Acrididae). De wetenschappelijke naam van deze soort is voor het eerst geldig gepubliceerd in 2012 door Zheng & Li.